# Waldo Kitty
Waldo Kitty ou La Vie secrète de Waldo Kitty (The Secret Lives of Waldo Kitty puis The New Adventures of Waldo Kitty en syndication) est une série télévisée américaine en treize épisodes de 25 minutes, produite par Filmation et diffusée du 6 septembre au 29 novembre 1975 sur le réseau NBC.
En France, la série a été diffusée à partir du 22 juin 1977 sur TF1 dans l’émission Les Visiteurs du mercredi, puis rediffusée en 1978 et 1979 dans cette même émission, et en 1981 dans Croque-Vacances, puis sur Canal J. Et au Québec à partir du 3 février 1985 sur TVJQ.

## Synopsis
Waldo le chat vit dans une jolie maison entourée d'un grand jardin. Il est amoureux de la jolie chatte Felicia. Tout irait pour le mieux dans le meilleur des mondes s'il n'y avait pas Tyran, le méchant bouledogue du voisin, qui prend un malin plaisir à ennuyer nos deux compères et leurs amis : le moineau et le lapin Pronto. Waldo aimerait beaucoup régler son compte à Tyran mais malheureusement, il est timide et peureux. Quand il sent venir le danger et qu'il se retrouve piégé, il se plonge alors dans un monde imaginaire et rêve qu'il devient un héros de légende (Tarzan, Robin des Bois, le capitaine Kirk de Star Trek ou encore Superman), trouvant toujours la solution pour combattre les méchants et rétablir la justice. Et quand Waldo revient dans le monde réel, il applique immédiatement le plan qu'il a échafaudé en rêve, et sauve Felicia et ses amis des griffes de l'affreux Tyran.

## Fiche technique
- Titre original : The Secret Lives of Waldo Kitty
- Titre français : Waldo Kitty ou La Vie secrète de Waldo Kitty
- Réalisation : Hal Sutherland
- Scénario : Lorna Cook, Bill Danch, Jim Ryan
- Direction artistique : Alberto De Mello
- Musique : Ray Ellis, Norm Prescott
  - Générique original composé par Joyce Taylor et Jackie Mills, interprété par Howard Morris, Allan Melvin et Jane Webb[1]
- Production : Norm Prescott, Lou Scheimer
- Société de production : Filmation
- Pays d'origine : États-Unis
- Langue : anglais
- Nombre d'épisodes : 13 (1 saison)
- Durée : 25 minutes

## Distribution

### Voix françaises
- Gérard Hernandez : Waldo
- Perrette Pradier : Félicia
- Roger Carel : Tyran

### Voix originales
- Howard Morris : Waldo
- Jane Webb (en) : Felicia
- Allan Melvin : Tyrone (Tyran)
- Chuck Dawson : Wetzel

## Production

### Sources d'inspiration
Cette série d'animation est librement inspirée de la nouvelle de James Thurber, La Vie secrète de Walter Mitty (The Secret Life of Walter Mitty), publiée en 1939 et du film homonyme qui en a été tiré en 1947. Le héros, Walter Mitty, y est un homme paresseux et très timide qui, pour s'évader du quotidien, s'imagine régulièrement qu'il est le héros d'aventures imaginaires palpitantes : capitaine de navire, médecin, tireur d'élite, et toujours grand séducteur de ravissantes jeunes femmes.

### Une technique particulière
Composés d'une partie en prises de vues réelles et d'une partie animée, les épisodes sont tous réalisés de la même manière : une introduction avec des vrais animaux dans un décor réel, puis une bascule vers le dessin animé lorsque Waldo se met à rêver, et enfin, un retour aux images réelles pour l'épilogue. Chaque épisode est ainsi l'occasion d'une parodie de film ou de série célèbre à l'époque (Batman, Star Trek, The Lone Ranger, Robin des Bois, etc.).
Cette technique mélangeant dessins animés et prises de vues réelles n'était pas inédite. Elle avait d'abord été employée dans des films, essentiellement des productions de Walt Disney tels que Le Dragon récalcitrant, en 1941. Suivront d'autres longs métrages : Mélodie du Sud (1946), Traversons la Manche (1953) dans lequel l'actrice Esther Williams nage en compagnie de Tom et Jerry, Mary Poppins (1964) et L'Apprentie sorcière (1971). La technique sera également appliquée aux séries télévisées : sept ans avant Waldo Kitty, les studios Hanna-Barbera avaient produit la série à succès Les Aventures imaginaires de Huckleberry Finn, dans laquelle étaient incrustés des décors et des personnages animés.

### Les différents titres
La série s'étant inspirée de la nouvelle et du film sans l'autorisation des ayants droit, la veuve de l'auteur James Thurber a intenté un procès contre Filmation. Ce procès a contraint les producteurs à changer le titre original pour The New Adventures of Waldo Kitty pour la syndication.

### Le générique français
Le générique français reprend la version instrumentale du générique américain, lequel était chanté. Il était en effet d’usage en France dans les années 1970 - 1980, de ne conserver que la version instrumentale originale, ou bien de traduire la chanson en français.

## Épisodes
1. Super Chat (Cat Man)[2]
2. Charzan le roi de la jungle (Catzan of the Apes)[3]
3. Le Chavalier solitaire (The Lone Kitty)[4]
4. Robin des Chats (Robin Cat)[5]
5. Les Péripéties d'un chat ou Le Chapitaine Waldo (Cat Trek)[6]
6. Super Chat le justicier (Cat Man Meets the Poochquin)[2]
7. Catzan contre Catzan ou Charzan contre Charzan (Catzan or Not Catzan)[3]
8. Lone Kitty passe à l'action ou Le Chavalier solitaire passe à l'action (The Lone Kitty Rides Again)[4]
9. Robin de Sherwood (Sheriff of Sherwood)[5]
10. L'Homme-chat rencontre une énigme ou Super Chat et les devinettes (Cat Man Meets the Puzzler)[2]
11. Docteur Livingstone, je présume ? (Dr Livingstone, I perfume?)[7]
12. Ping ou Pongo (Ping or Pongo)
13. Il faut sauver les pionniers (Chaw the Bullet)

## Produits dérivés (France)

### Cassettes VHS
- Cassettes VHS avec un seul épisode :

1. Charzan
2. Le Roi de la jungle
3. Superchat

- Cassettes VHS avec deux épisodes :

1. Robin de Sherwood ; Le Cavalier masqué - Sunset Video  (EAN 3355610104592)
2. Robin des chats ; Les Péripéties d'un chat - TF1 vidéo  (EAN 3384446500414)

- Cassettes VHS avec trois épisodes :

1. Catzan contre Catzan ; Lone Kitty passe à l'action ; Robin de Sherwood - Scherzo  (EAN 3355610108620)
2. Robin des Chats ; Super Chat ; Charzan - Sunset Video

### DVD
- L'intégrale des 13 épisodes de la série est sortie en édition double-DVD, en version française uniquement, dans la collection Télé Nostalgie (distribuée par LCJ Editions & Productions), le 28 août 2024.  (EAN 3550460063888)